# Gailitz (Fluss)
Die Gailitz, italienisch Slizza (slowenisch Ziljica, mundartl. im Gailtal Ziljíca, im Kanaltal Ž(i)ljíca; historisch auch deutsch Schlitza oder Gailica) ist ein knapp 30 km langer rechter Seitenfluss der Gail in Italien und Österreich.
Greule erklärt den Namen als Ableitung vom Mündungsfluss Gail mit der slawischen Endung -ica, die eine Verkleinerungsform sein kann oder eine Beziehung ausdrückt und häufig für Nebengewässer verwendet wird. Analog deutet Heinz-Dieter Pohl den Namen als Kleine Gail — nb gibt es einen Bach namens Kleine Gail im Pustertal.
Der Ursprung der Gailitz, dort am Oberlauf Rio Lago oder Seebach genannt, liegt im Seebachtal unterhalb des Nevea-Sattels in Italien. Sie durchfließt den Raibler See (Lago di Predil) unterhalb des Predilpasses (1156 m s.l.m.). Anschließend fließt sie nach Norden, an Tarvis vorbei, wo sie den Rio Bartolo (Bartolobach) vom Saifnitzer Sattel und den Rio Bianco (Weißenbach) von den Laghi di Fusine (Weißenfelser Seen) aufnimmt, und erreicht bei Thörl-Maglern auf einer Seehöhe von 600 m österreichisches Staatsgebiet. Westlich von Arnoldstein mündet sie in die Gail (548 m).
Das Tal der unteren Gailitz bildet als Teil des Kanaltals eine wichtige Verkehrsverbindung zwischen Österreich und Italien, mit einer Nebenroute über den Rateče (Ratschacher Sattel, Valico di Fusine) in das Savetal nach Slowenien.
Ihr Einzugsgebiet beträgt 212,5 km².
Die Gailitz ist durch ein herbstnivales Abflussregime geprägt. Am Pegel Thörl, 7 km oberhalb der Mündung, hat die Gailitz eine mittlere Wasserführung (MQ) von 7,56 m³/s. Das mittlere jährliche Hochwasser (MJHQ) beträgt 109 m³/s, das höchste Hochwasser am 26. Oktober 1999 betrug 237 m³/s.
Durch die Abwässer der Bleihütte nahe Arnoldstein und die Flotationsabwässer des Bergbaus in Raibl war die Gailitz über Jahrzehnte verödet. Durch Abwasserreinigung bzw. die Einstellung der Bleihütte hat sich die Wasserqualität ab 1987/88 wesentlich verbessert. Die Gailitz hat heute eine Gewässergüte der Klasse II (wenig verunreinigt). Auch Fische haben sich wieder angesiedelt. Vorherrschend ist die Bachforelle, im untersten Abschnitt gibt es auch Äschen und Koppen.
Bei Arnoldstein errichtete die KELAG 2010 das Kraftwerk Gailitz, das drei kleinere Anlagen ersetzte und 1,9 MW leistet.

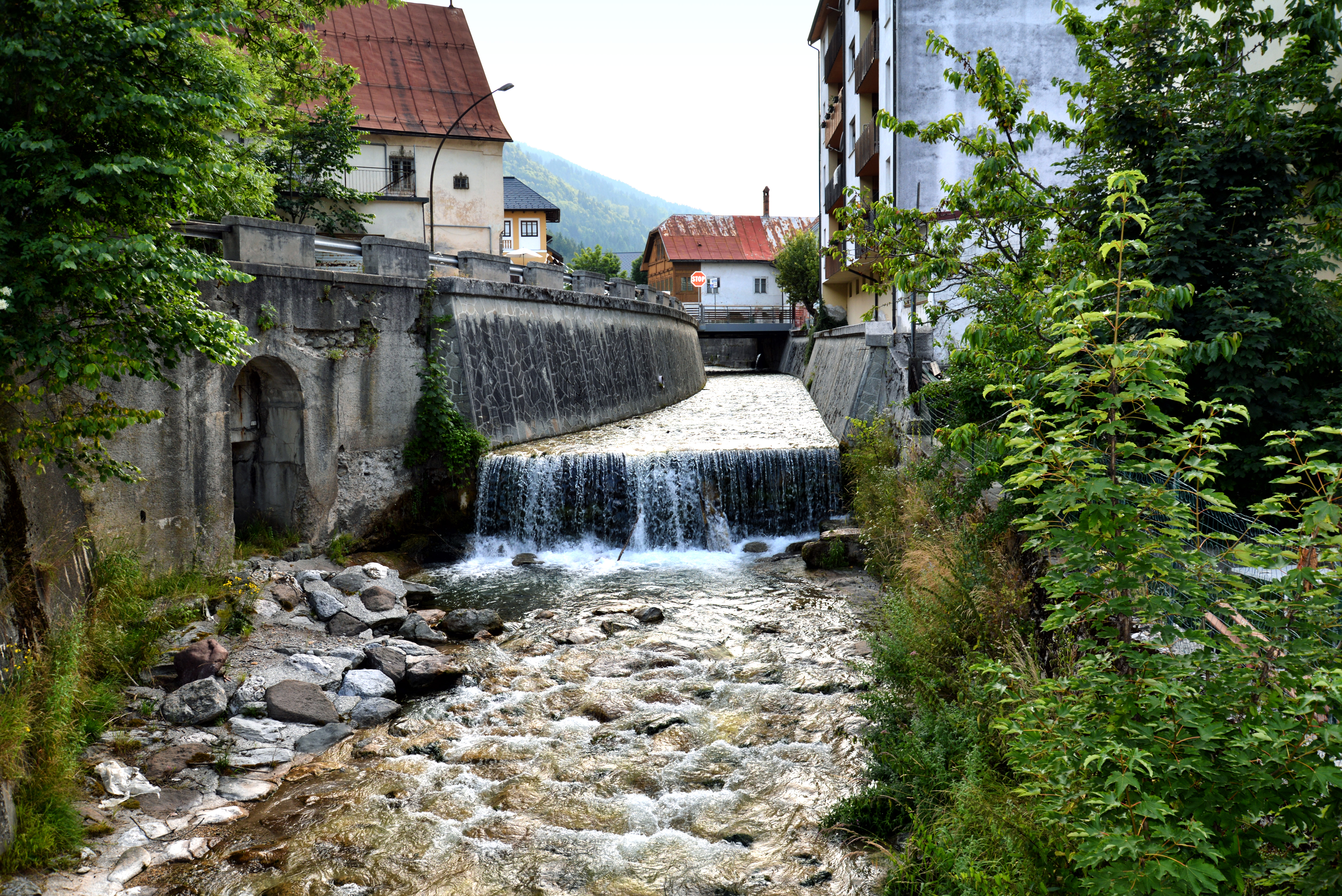
In Tarvis
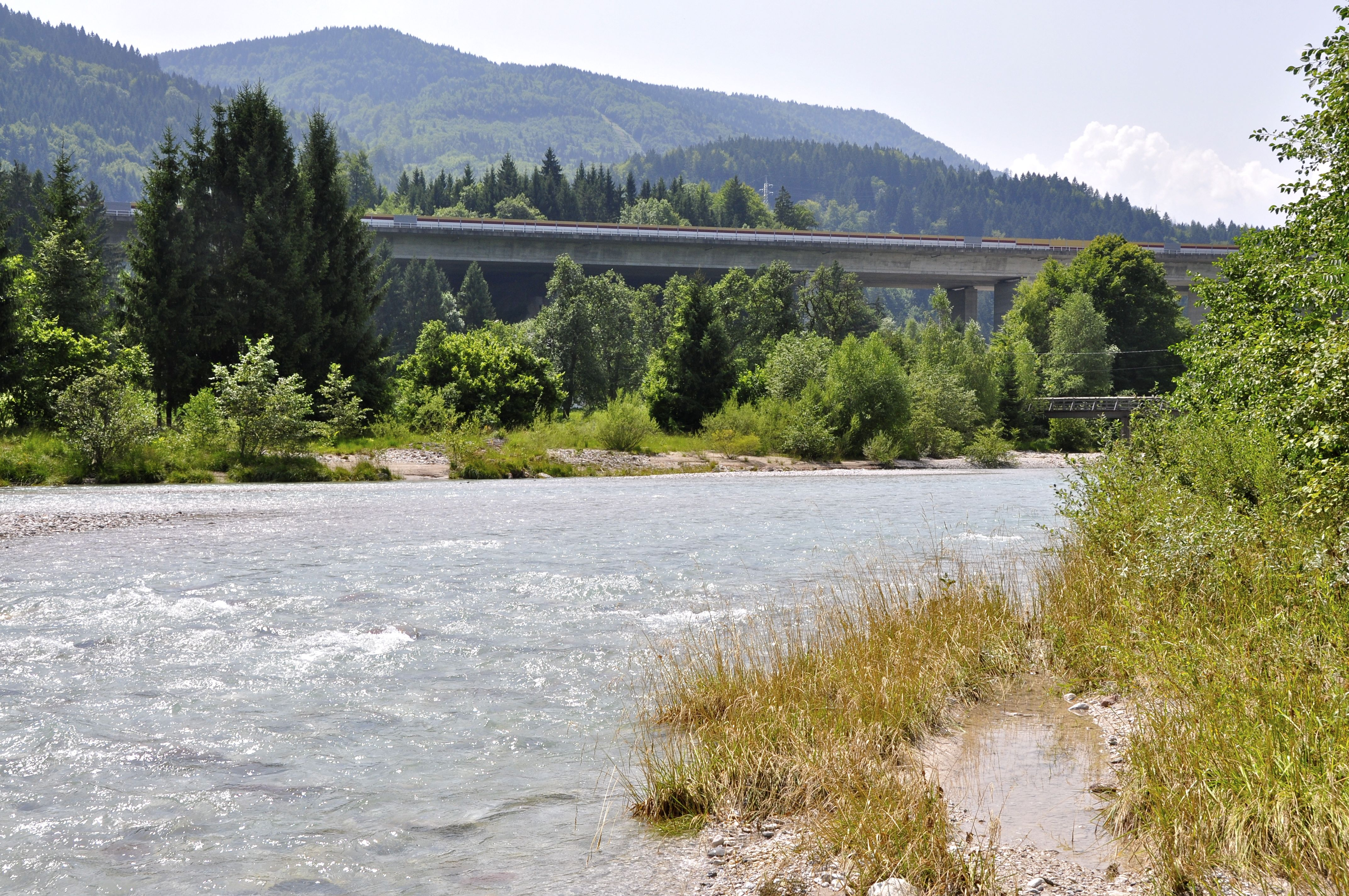
Südlich von Maglern
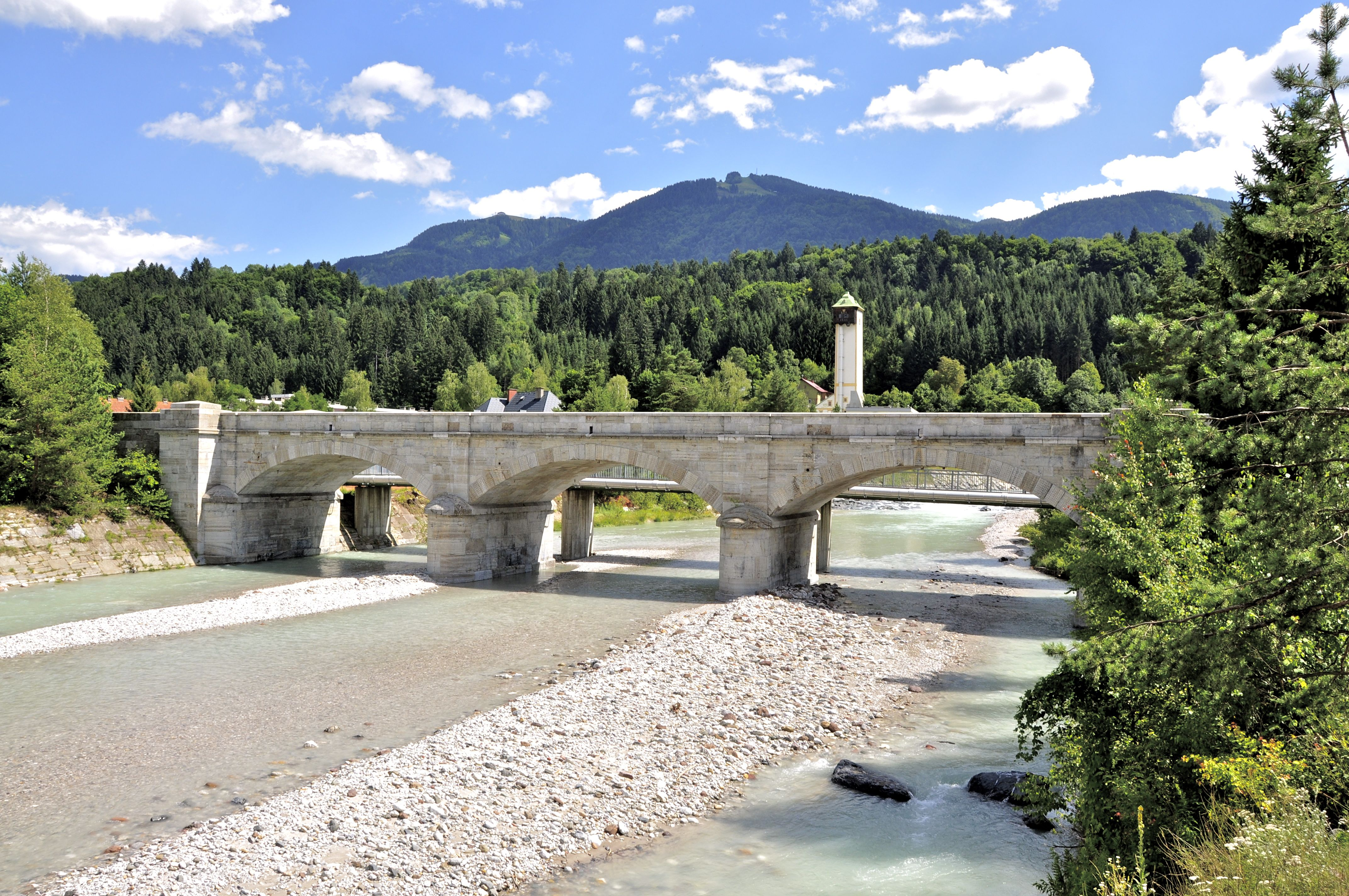
Grenze zwischen Arnoldstein und Hohenthurn